# Hallucinogenen

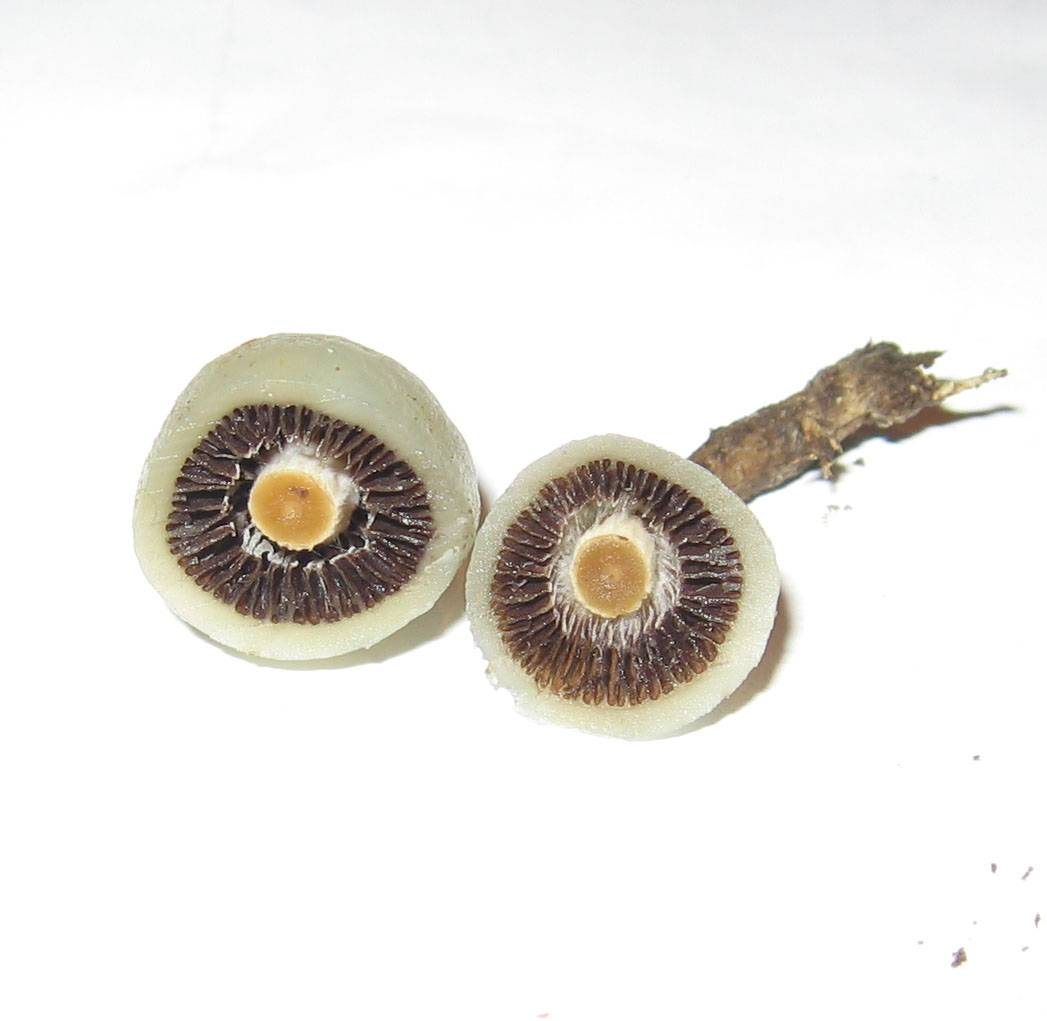
Doorsnede van een hallucinogene paddenstoel uit Nieuw-Zeeland

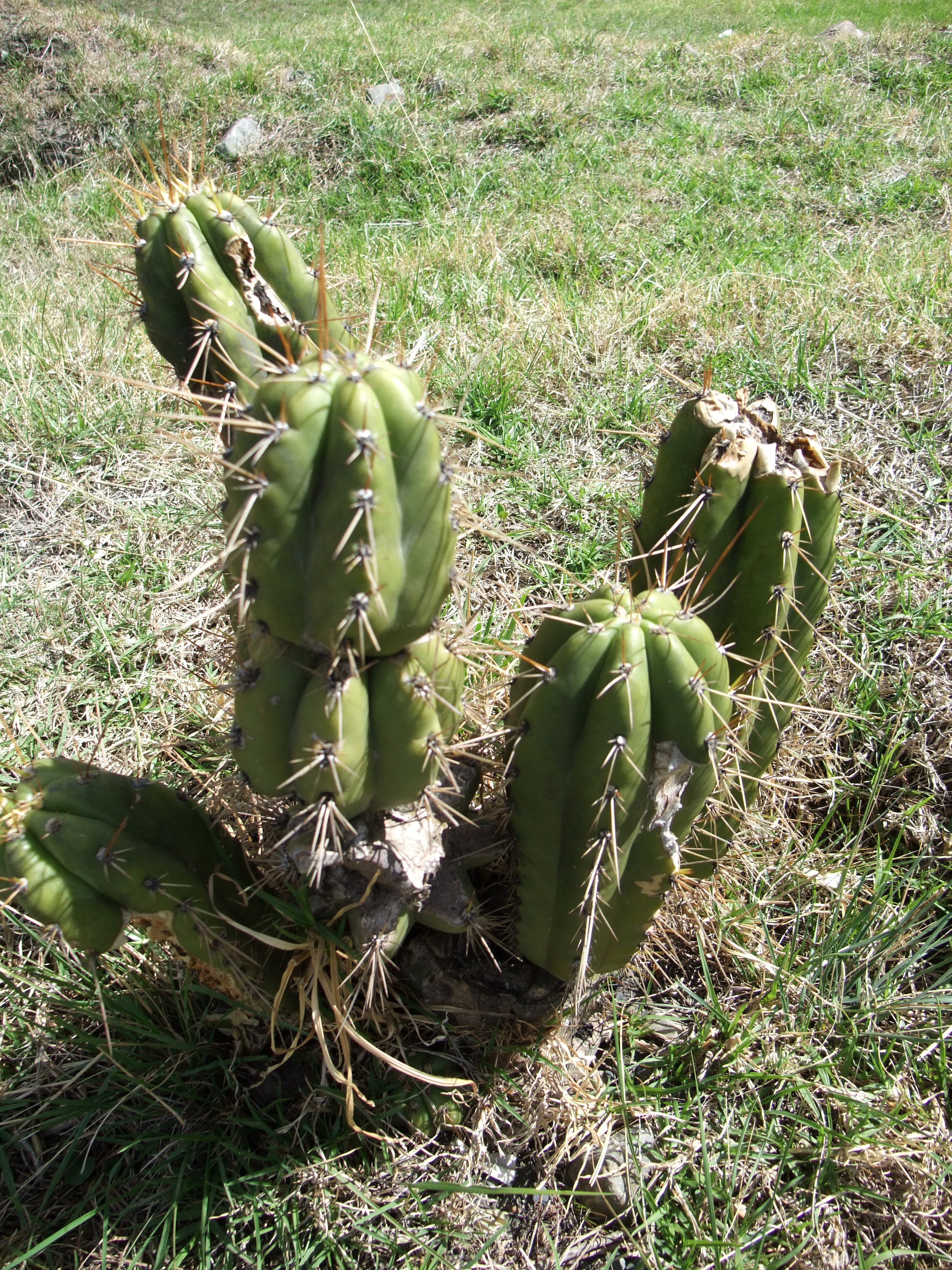
Hallucinogene San Pedro-cactus bevat mescaline

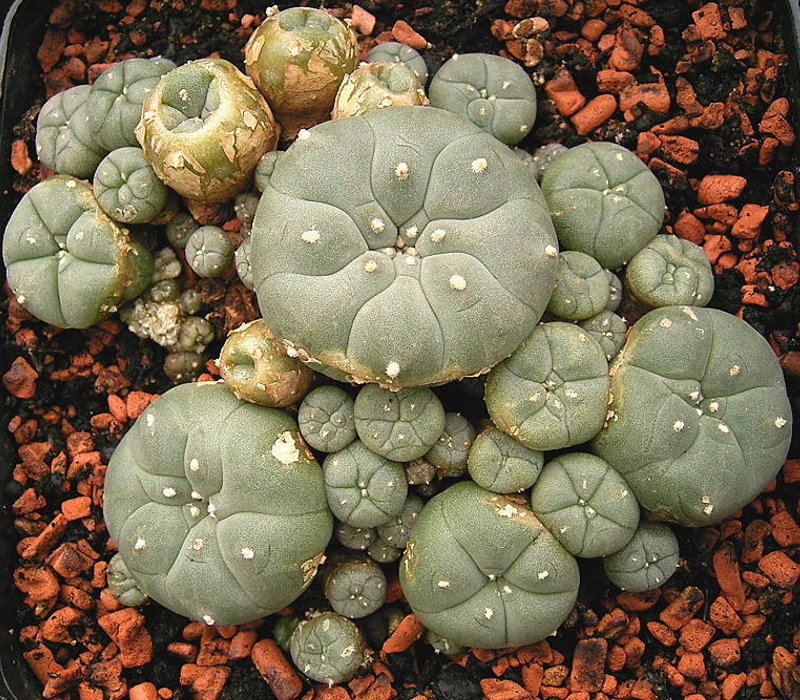
De hallucinogene Peyote

Hallucinogenen zijn stoffen die hallucinaties kunnen opwekken. Het woord hallucineren is afgeleid van het Latijnse woord hallucinare, dat "ronddwalen in de geest" betekent. Tot deze groep behoren stoffen die op het centraal zenuwstelsel werken zoals verschillende soorten zenuwgif en drugs. De drugs met een hallucinogene werking worden ook wel psychedelische ("de psyche tonend"), entheogene ("het goddelijke genererend") of geestverruimende middelen genoemd. Met name LSD, LSA, mescaline, psilocybine, dimethyltryptamine, ketamine, ibogaïne, muscimol (het werkzame bestanddeel van de Vliegenzwam) en salvinorine-A (het werkzame bestanddeel van Salvia divinorum). Ook bij sommige kruiden zoals alsem kunnen hallucinaties optreden. Daarnaast kunnen veel giftige alkaloïden, zoals atropine en taxine, hallucinaties opwekken.
Middelen als MDA en MDMA (XTC) zijn zeker psychoactief, en kunnen in extreme gevallen ook hallucinaties veroorzaken (onder andere trillen van beeld, andere waarneming van licht/kleur etc.)
Er zijn ook planten die de waarneming van de omgeving drastisch vervormen en waanvoorstellingen teweegbrengen. Deze planten worden niet tot de psychedelische middelen gerekend, maar worden delirianten genoemd, zoals Datura. Dit is een Nachtschade die door sommige sjamanen en yogi's toegepast wordt, maar door moderne psychonauten veelal wordt vermeden.
Een hallucinogeen middel, synthetisch of natuurlijk, stelt de gebruiker in staat de wereld op een nieuwe manier waar te nemen, waarbij begrippen als 'tijd' en 'ruimte' meestal wegvallen, en het ego vervaagt. Wanneer men na inname van een hallucinogeen middel de ogen sluit ziet men een voortdurend veranderende stroom intens gekleurde beelden voorbijkomen, ongeveer zoals in een droom of een mystiek visioen. Dit kan beangstigend zijn, maar kan de gebruiker ook in diepe beroering brengen of inzicht geven in zijn persoonlijke levenssituatie. Van groot belang bij het gebruik van hallucinogene middelen zijn de dosering, de omstandigheden van de gebruiker, en de plek waar men de psychedelische ervaring beleeft.
Een LSD-trip kan zo'n 8 tot 12 uur duren. Omdat gewenning snel optreedt wachten de meeste gebruikers enkele dagen voordat ze het middel opnieuw innemen. In de praktijk blijken er maar weinig mensen te zijn die vaker dan eens per maand een hallucinogeen middel innemen.

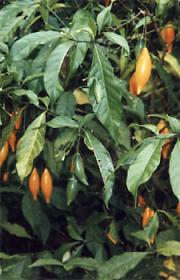
Tabernanthe iboga

Psilocybine, de werkzame stof in hallucinogene paddenstoelen (paddo's) en psychedelische truffels, en DMT (de werkzame stof in ayahuasca), lijken qua effect op LSD maar genereren sterkere visuele hallucinaties. Een trip met psilocybine bevattende paddenstoelen of dito truffels duurt zo'n 4 tot 8 uur, een ayahuasca ervaring zo'n 3 tot 5 uur. Ibogaïne, het belangrijkste werkzame bestanddeel van de West-Afrikaanse plant Tabernanthe iboga, geeft een ervaring die zo'n 8 tot 24 uur kan duren.
Al deze stoffen worden tot de tryptamine alkaloïden gerekend.
Mescaline daarentegen is een phenethylamine, en is de werkzame stof van Peyote, de heilige cactus van de Native American Church, en de San Pedro cactus.
Salvia divinorum geeft, wanneer het gerookt wordt, een zeer intense ervaring van enkele minuten, die door gebruikers beschreven wordt als wezenlijk verschillend van hallucinogene middelen als LSD, psilocybine, DMT en mescaline. Het kan ook gekauwd worden, en geeft dan een zachtere trip van enkele uren. Soms wordt zuivere DMT geïnhaleerd.
Het consumeren van afscheidingen van de huid van de Coloradopad (Bufo alvarius) wordt soms gedaan vanwege de hallucinogene eigenschappen. De huid en het gif van deze pad bevat de psychoactieve stof 5-MeO-DMT en bufotenine. Dit is echter gevaarlijk omdat bufotenine een giftige stof is, die hevige misselijkheid en de dood kan veroorzaken.
Alle hallucinogene middelen kunnen een bad trip tot gevolg hebben. Men moet een moeilijke fase in een trip echter niet verwarren met een bad trip. Moeilijke momenten komen in vrijwel elke trip voor, maar alleen een trip die als een onophoudelijke stroom van ellende wordt ervaren kan een echte bad trip genoemd worden. Soms is een bad trip het gevolg van onnodige weerstand tegen de ervaring. Maar ook een slechte voorbereiding, verkeerd gezelschap of psychische problemen kunnen een bad trip in de hand werken.
Soms denken mensen dat je in een trip kunt blijven hangen, maar in de praktijk komt dit onder gewone gebruikers die geestelijk gezond zijn en voldoende slapen niet voor. Ook de zogenaamde 'flashbacks' zijn een zeldzaam fenomeen, en treden in de regel niet op wanneer men nuchter is, maar meestal na gebruik van een ander middel, bijvoorbeeld cannabis of MDMA.